# David Robles
David Robles Díaz (Bilbao; 15 de noviembre de 1971) es un actor de doblaje español. Como actor de TV, tuvo en papel secundario en Farmacia de Guardia, donde interpretaba a un amigo de Kike (Miguel Ángel Garzón) y en la teleserie diaria El súper donde interpretó a David Navarro.

## Biografía
Inicia su carrera como actor en 1984, tras ser alumno de la Escuela de Doblaje de Salvador Arias, en Madrid, durante 1 año. A los doce años de edad, se inicia en el mundo del doblaje con la película Mi Hermano Mayor. Como actor de TV, tuvo en papel secundario en Farmacia de Guardia, siendo uno de los primeros papeles de adolescente homosexual en la television de España. También haría personajes episódicos en series como Hermanas, El Súper y El Comisario La mayor parte de vida profesional ha ido enfocada en el doblaje y la locución, habiendo prestado su voz a los actores Leonardo DiCaprio, Ethan Hawke, Cillian Murphy, Ashton Kutcher, Jared Padalecki, David Tennant, Paul Dano, Travis Riker y Jamie Dornan, entre otros.
Uno de los papeles más complejos que ha realizado en el mundo del doblaje fue cuando dobló a Leonardo DiCaprio en El lobo de Wall Street, después de terminar el trabajo estuvo durante una semana afónico.

## Series
- Hermanas.  Tele5.
- El Súper.  Tele5.
- El Comisario.  Tele5.
- Farmacia de Guardia. Antena 3